# Le Havre (Spiel)
Le Havre (benannt nach der französischen Hafenstadt) ist ein Brettspiel von Uwe Rosenberg für ein bis fünf Spieler. Die deutschsprachige Ausgabe ist im Oktober 2008 beim Verlag Lookout Games erschienen. Der Spieler hat die Aufgabe, Gebäude und Schiffe zu errichten. Er muss dabei ökonomisch investieren, Spielgeld verdienen und Nahrung heranschaffen, um die Versorgung sicherzustellen.

## Ähnlichkeiten zu anderen Spielen
Ähnlich wie bei Agricola oder Puerto Rico konkurrieren die Spieler in jeder Runde um verschiedene Aktionsmöglichkeiten. Darüber hinaus gibt es vergleichsweise wenig Interaktion. Le Havre richtet sich an fortgeschrittene Spieler. Die Spieldauer beträgt 100 bis 200 Minuten. Das Spiel kann gegeneinander wie auch alleine gespielt werden.

## Spielmaterial
- 3 Spielpläne
- 110 Spielkarten
- 342 Warenmarken
- 78 Geldmarken
- 7 Nachschubplättchen
- 16 Nahrungsplättchen
- 1 Startspielerplättchen
- 5 Personensteine aus Holz
- 5 Schiffssteine aus Holz
- 1 zwölfseitige Spielregel
- 1 Gebäudeanhang
- ab der 2. Auflage: die Erweiterung Le Grand Hameau

## Die Rosenberg-Reihe
Inspiriert wurde Le Havre von Agricola und Caylus, einem Spiel, das im Herbst 2005 erschienen ist. Es ist nach Agricola, das ein Jahr zuvor ebenfalls in Essen veröffentlicht wurde, das zweite komplexe Spiel von Uwe Rosenberg.

## Weitere Umsetzungen
Für die iOS-Plattform wurde im Juni 2012 eine Adaption des Brettspiels veröffentlicht. 